# Joël Suter
Pour les articles homonymes, voir Suter.
Joël Suter, né le 15 octobre 1998 à Frutigen, est un coureur cycliste suisse.

## Biographie
Joel Suter commence le cyclisme en catégorie juniors par le VTT. 
En 2020, il passe professionnel en signant dans l'équipe belge Wallonie Bruxelles,. Après la pandémie de Covid-19, il se distingue dès sa reprise au mois de juillet en devenant vice-champion de Suisse du contre-la-montre espoirs, seulement battu pour une seconde par Alexandre Balmer. Dix-huitième d'À travers le Hageland le 15 août, il enchaîne par le Tour du Limousin où il prend les rênes du classement général à l'issue de la deuxième étape après s'y être classé deuxième derrière Fernando Gaviria. Le lendemain, il termine à plus de 2 minutes du vainqueur du jour et est relégué à la 22e place du classement général. Il finira la course sur une note positive, 3e de la dernière étape.
En juin 2022, il remporte le contre-la-montre des championnats de Suisse à Steinmaur dans le canton de Zurich.
Le 31 décembre 2021, il vient compléter l'effectif de l'équipe UAE Emirates, y paraphant un contrat d'une saison. Le manager de l'équipe, Joxean Fernández Matxín, compte sur ses qualités de rouleur et en moyenne montagne pour se mettre au service de ses leaders. Il lance sa saison par une deuxième place sur le Trofeo Calvià, remporté par son coéquipier Brandon McNulty. Par la suite, il se distingue lors d'échappées, sur la troisième étape des Boucles de la Mayenne le 28 mai puis sur la deuxième étape du Tour de Suisse le 13 juin avant d'être sacré champion de Suisse du contre-la-montre le 23 juin. En septembre, il se classe 11e du Tour de Luxembourg.
Le 13 avril 2023, il remporte la troisième étape du Tour de Sicile en résistant au retour du peloton alors qu'il était le dernier échappé restant.  

## Palmarès
- 2016
  - Silenen-Amsteg-Bristen juniors
  - 2e de Le Locle - Sommartel
  - 3e du championnat de Suisse du contre-la-montre juniors
- 2017
  -  Champion de Suisse de la montagne espoirs
  - 2e de Coire-Arosa
- 2018
  - Le Locle - Sommartel
- 2019
  - 2e étape du Tour de l'Avenir (contre-la-montre par équipes)
  - 2e de Paris-Tours espoirs
- 2020
  - 2e du championnat de Suisse du contre-la-montre espoirs
- 2022
  -  Champion de Suisse du contre-la-montre
  - 2e du Trofeo Calvià
- 2023
  - 3e étape du Tour de Sicile

## Classements mondiaux
| Année                                 | 2018  | 2019 | 2020 | 2021 | 2022 | 2023  |
| ------------------------------------- | ----- | ---- | ---- | ---- | ---- | ----- |
| Classement mondial                    | 2390e | 907e | 823e | 855e | 413e | 1060e |
| UCI Europe Tour                       | 1808e | 660e | 658e | 660e | 331e | nc    |
| UCI Asia Tour                         | 682e  |      |      |      |      |       |
|                                       |       |      |      |      |      |       |
| Légende : nc = non classéSource : UCI |       |      |      |      |      |       |